# 대화형 매체
대화형 매체는 텍스트, 그래픽, 애니메이션, 영상, 소리와 같은 콘텐츠를 눌러서 사용자의 동작에 반응하는 디지털 컴퓨터 기반 시스템 상의 제품과 용역을 가리킨다. 대화식 매체, 대화형 미디어, 인터랙티브 미디어(interactive media, 상호작용하는 매체)라고도 부른다.

## 용어
대화형 매체에 반드시 있어야 하는 기능은 바로 상호 관계이다. 사용자와 기계는 각기 어느 정도의 역할(상호작용)이 있다. 대부분의 대화형 컴퓨터 시스템은 인간의 목적을 위한 것이며 사람이 살아가는 환경 속의 인간과 상호 작용한다. 마노비치는 "컴퓨터 기반 매체와 관련하여 상호작용이라는 개념은 쓸데없는 되풀이일 뿐이다. ... 그러므로 컴퓨터 매체가 "상호 작용적"이라고 이야기하는 것은 의미가 없다. 이는 단순히 컴퓨터에 대한 가장 기본적인 사실을 말해주는 것 뿐이다."라고 불평하기도 하였다. 그럼에도 이 낱말은 현실과 기술의 실체를 나타내는 데 유용하다.

## 같이 보기
- 상호작용
- 디지털 아트
- 디지털 미디어
- 정보이론